# Pterygoneurum ovatum
Pterygoneurum ovatum (deutsch Hohlblättriges Flügelnervmoos oder Eiblättriges Lamellenmoos) ist eine Laubmoos-Art in der Familie Pottiaceae.

## Beschreibung
Die ohne Kapseln nur bis 3 Millimeter großen, unverzweigten Pflanzen bilden graugrüne, kleine Rasen oder wachsen gruppenweise. Die sehr hohlen Blätter sind eiförmig bis rundlich und breit zugespitzt oder stumpf, trocken anliegend, feucht aufrecht. Die ganzrandigen Blattränder sind unten flach und oben eingebogen. Die kräftige Blattrippe ist im oberen Blattabschnitt auf der Oberseite (ventral) mit zwei bis sechs chlorophyllreichen, verzweigten Längslamellen besetzt. Sie tritt aus der Blattspitze als wasserhelles Haar aus. Die Blattzellen sind am Blattgrund rechteckig und dünnwandig, oben kurz rechteckig oder rhomboidisch bis rundlich quadratisch, mehr oder weniger dickwandig und glatt.
Die Geschlechterverteilung ist autözisch. Sporenkapseln sind meist vorhanden, sie sind eiförmig bis länglich ellipsoidisch, reif kastanienbraun und mit der bis etwa 5 Millimeter langen Seta deutlich über die Blätter emporgehoben. Ein Peristom fehlt. Der Kapseldeckel ist lang geschnäbelt, die Zellen des Deckels verlaufen in geraden (nicht spiralig gewundenen) Reihen zur Spitze hin. Die Kalyptra ist kappenförmig. Sporen sind fein papillös und 20 bis 35 Mikrometer groß. Sporenreifezeit ist meist im Frühjahr.

## Standortansprüche
Das Moos hat seinen Lebensraum an basischen bis kalkreichen, trocken-warmen und lichtreichen Standorten. Es wächst hier auf lehmiger, toniger, sandig-lehmiger oder mergeliger, offener Erde in Lücken von Trockenrasen, an Wegrändern und Böschungen, an trockenen Stellen von Gewässerufern, auf übererdetem Gestein, auf Weinbergmauern oder auf kalkreichem Löss.

## Verbreitung
Weltweit gibt es Vorkommen in Europa, in Teilen von Asien, in Nordafrika, auf Madeira, in Nord- und Mittelamerika, in Australien und in Neuseeland.
In Europa ist die Art in den südlichen und mittleren Teilen weit verbreitet, nach Norden hin bis Irland, Schottland, Südnorwegen, Mittelschweden und Baltikum.
In Deutschland hat sie ihre Hauptverbreitung im Flach- und Hügelland mit kalkhaltigen Böden, wo sie meist reichlich vorkommt. In Österreich ist sie im pannonischen Raum zerstreut bis häufig. Nur seltener steigt sie in den Alpen höher hinauf, in Einzelfällen sogar bis auf etwa 2700 Meter Höhe.